# Бронепалубные крейсера типа «Нанива»
Тип «Нанива» (浪速型防護巡洋艦) — тип японских бронепалубных крейсеров. Принимали участие в Японо-китайской войне, Русско-японской и Первой мировой войне.
Крейсера построены в Великобритании по типу чилийского крейсера «Эсмеральда» по проекту Уильяма Уайта. В сравнении с прототипом усилено бронирование. 

В конструкции применен ряд технических новинок: двойное дно с ячеистой структурой (для защиты от торпед и столкновения с грунтом). Отсеки междудонного пространства могли притапливаться для увеличения угла возвышения орудий главного калибра. Увеличенная высота надводного борта позволила поднять броневую палубу выше ватерлинии. В систему конструктивной защиты включены расположенные выше и ниже броневой палубы угольные ямы, прикрывающие главные механизмы с бортов, а также водонепроницаемые переборки.
Основное вооружение — две 260-мм (25-тонные) нескорострельные пушки Круппа, установленных в барбетах и шесть 150-мм пушек Круппа, установленных в спонсонах.
Крейсера типа «Нанива» стали первыми бронепалубными крейсерами в составе Японского Императорского флота. На момент вступления в строй крейсера типа «Нанива» были сильнейшими бронепалубными крейсерами в мире. 

Оба корабля приняли активное участие в японо-китайской войне. 

В 1898 году были демонтированы боевые марсы. К 1903 году корабли перевооружили на скорострельные 152-мм орудия в палубных щитовых установках, барбеты были демонтированы. К началу русско-японской войны вооружение крейсеров составляло восемь 152-мм орудий (на «Такачихо» — десять), две 57-мм пушки, два пулемета и четыре 356-мм надводных торпедных аппарата. 
В 1907 году оба уже устаревших крейсера переоборудовали во вспомогательные минные заградители. Из вооружения остались по восемь 152-мм орудий, торпедные аппараты были сняты. 
«Нанива» в 1912 году погиб в результате навигационной аварии. 
«Такачихо» принял участие в Первой мировой войне. В ходе осады Циндао крейсер был торпедирован немецким миноносцем S-90 и погиб, став самым крупным кораблём, потерянным Японией в Первой мировой войне по боевым причинам.

## Представители

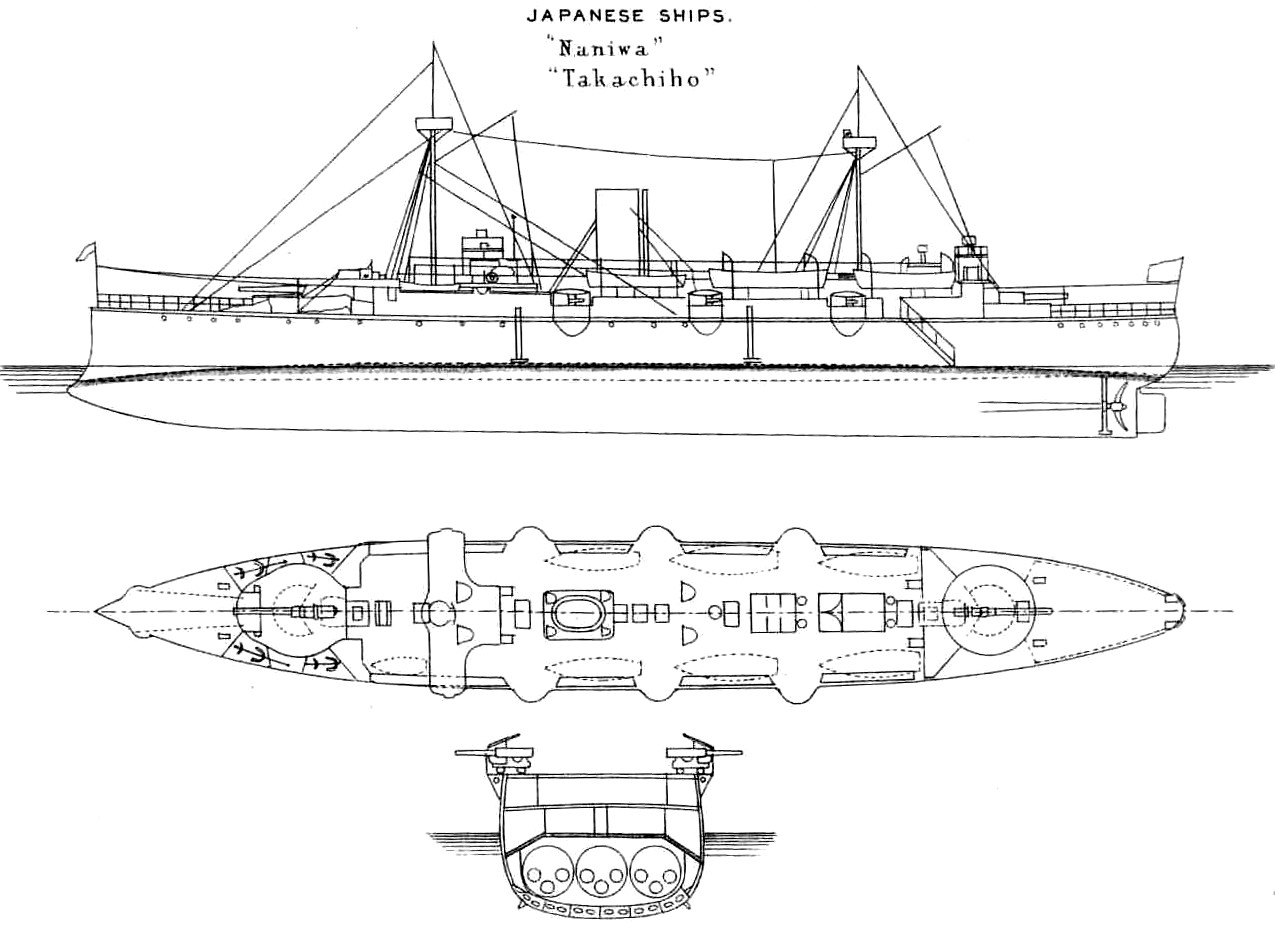
Справочник Brasseys Naval Annual 1888

| Название        | Закладка      | Спуск на воду | Вступление в строй | Судьба |
| --------------- | ------------- | ------------- | ------------------ | --- |
| Нанива 浪速     | 27 марта 1884 | 18 марта 1885 | 1 декабря 1885     | минный заградитель с 1907 разбился на камнях у острова Уруп. 18 июля 1912 исключён из списков флота 5 августа 1912 |
| Такачихо 高千穂 | 27 марта 1884 | 16 мая 1885   | 26 февраля 1886    | торпедирован и затонул 17 октября 1914                                                                             |